# Coesewijne
De Coesewijne is een zwartwaterrivier in Suriname, een rechterzijrivier van de Coppename.

## Ligging en verloop
Vanaf de bronnen kronkelt de Coesewijne noordwaarts, maar de benedenloop loopt ruwweg westwaarts, min of meer parallel aan de Saramacca, die enkele kilometers noordelijker loopt. Oorspronkelijk liepen Surinaamse rivieren noordwaarts naar de kust, maar dit veranderde na het laatste glaciaal, het Weichselien. In het warmere Holoceen stuwde een zeestroming, de Guyanastroom, de modderige wadden van de Kustvlakte westwaarts. De grote rivieren konden hun loop behouden, maar rivieren met een beperkt debiet, zoals de Coesewijne en de Saramacca, werden westwaarts gebogen, waardoor deze twee verbonden werden met de Coppename.
Een van de bovenlopen is de Goliathkreek, die ontspringt op de geïsoleerd liggende Goliathberg. Bij de kruising met de John F. Kennedyweg (Jfk Hwy) wordt de kreek via een duiker geleid; deze weg, vroeger de Avanaveroweg, maakt deel uit van de (zuidelijke) Oost-Westverbinding.
In het savannegebied ten noorden van de weg krijgt de stroom de naam Coesewijne. Stromend naar het noorden en later naar het westen, mondt hij ten zuiden van Boskamp en de Coppenamebrug uit in de Coppename. De bovenloop ligt in het district Para, maar het grootste deel ligt in Saramacca.
Het is grotendeels een smalle, sterk meanderende rivier met weinig rechte stukken. De afstand van de zuidflank van de Goliathberg tot de monding is ruim zeventig kilometer, maar de Coesewijne is veel langer. Het bij Google Maps zichtbare deel meet hemelsbreed 58 kilometer, maar over het water ruim 160 (anno 2024). Bij OpenStreetMap loopt het water door tot de Jfk Hwy ten westen van Saron Bridge, bijna 170 kilometer bij een afstand van 63. OpenTopoMap toont een bovenloop op de Goliathberg zonder naamsaanduiding.
Terwijl de Kustvlakte al in de 17e eeuw redelijk in kaart werd gebracht, waren grote delen van het binnenland onbekend. Dat veranderde toen in 1861 goud werd gevonden bij de bovenloop van de Marowijne. Van 1860 tot 1879 bereisden Cateau van Rosevelt en Van Lansberge Suriname en in 1868 verkenden en maten zij de Saramacca en de Coesewijne.:W 66 In 1882 brachten de twee cartografen een kaart van heel Suriname uit. De kaart van Kuyper (rechtsboven) is waarschijnlijk deels hierop gebaseerd.:W 62

## Natuur

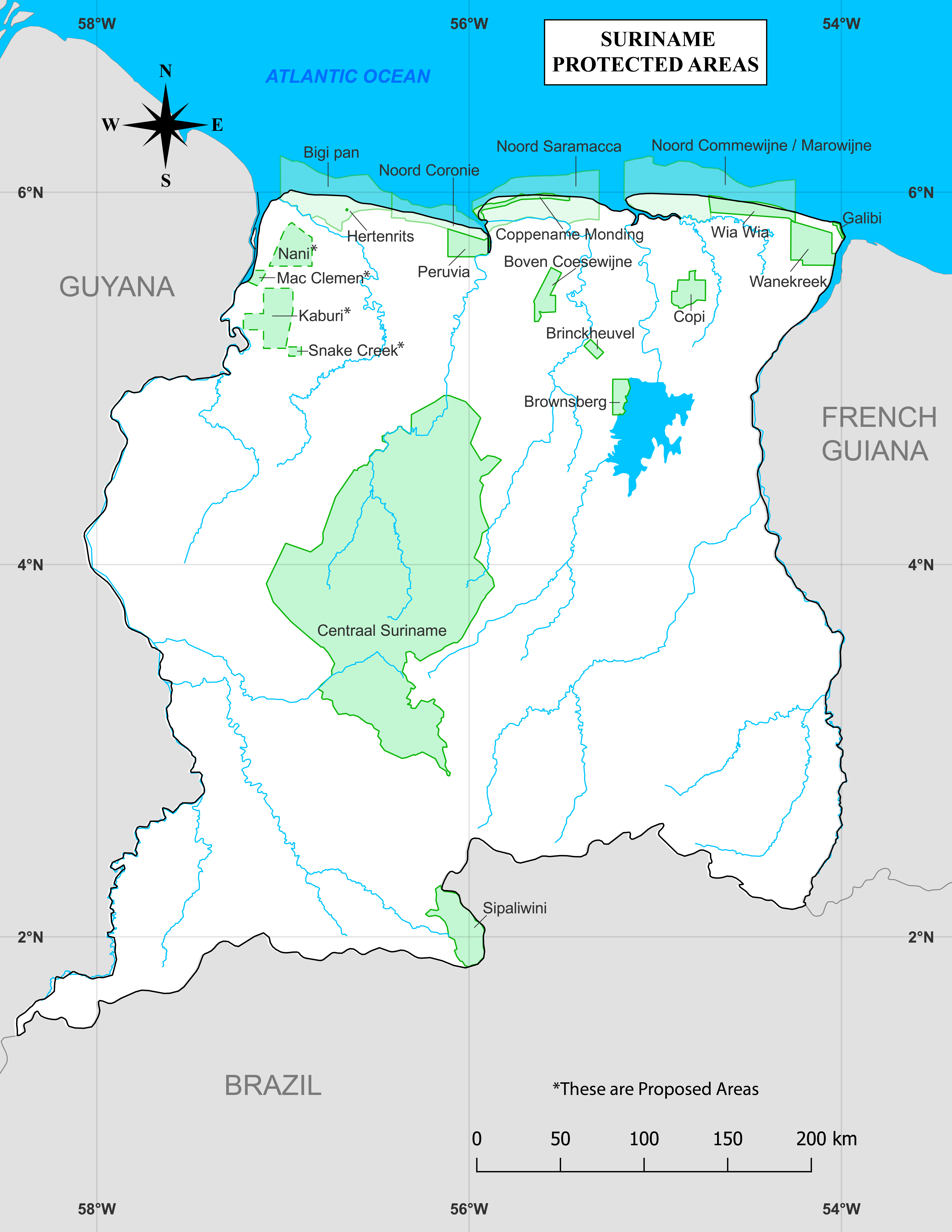
Beschermde gebieden in Suriname, waaronder Boven-Coesewijne. De rivier zelf is niet afgebeeld.

Het gebied heeft een grote diversiteit aan flora en fauna en op de smalle rivier kan het contact met de natuur intens zijn. Aan de rechterzijde van de bovenloop ligt het Natuurreservaat Boven-Coesewijne.

### Dieren
Er komen dieren voor als reuzenotters, kaaimannen en Caribische lamantijnen (zeekoeien). Sportvissers vissen op trapoens, grote, sterke en behendige roofvissen. Langs de oevers leven tapirs en apen. Verder vele vogelsoorten, waaronder de dwergara, de blauwkeelgoean (ook bekend als wilde kalkoen) en de zwart-witte kuifarend.
Een onderzoek met wildcamera's toonde in 2011 dat de goudhaas, die ook in andere Surinaamse natuurgebieden voorkomt, de dominante grote bodembewonende planteneter is in Boven-Coesewijne. De druk van menselijke jagers, die zich vooral op planteneters richten, kan hiervan de oorzaak zijn. Typerend voor dit gebied zijn tevens de zuidelijke opossum en de jaguar. Voor het opsporen van kleine dieren en dieren die niet op de bodem leven waren de camera's ongeschikt.

### Bodem en vegetatie
Aan de riviernaam zijn aanduidingen ontleend met betrekking tot de bodem en begroeiing in en rond het stroomgebied:
De Coesewijneserie is een geologische serie die dagzoomt in de savannegordel die het Surinaamse binnenland in oost-westrichting doorkruist. De Coesewijne-formatie is een aansluitende formatie in de Kustvlakte, zie Geologie van Suriname. Qua klimaat kan tropisch regenwoud groeien, maar daarvoor zijn de droge perioden aan de lange kant. De geschiktheid voor bos is daardoor marginaal, terwijl er bovendien veel bodems voorkomen die keihard zijn (de oerbanken) of arm aan voedingsstoffen. Bos kan zich op zulke plaatsen moeilijk herstellen na kleine verstoringen zoals branden of houtkap, zodat een savanne van het Coesewijnetype ontstaat, genoemd naar de Coesewijnesavanne in en om het Natuurreservaat. Deze wordt gekenmerkt door afwisseling van boomgroepen met savanne. Op plaatsen waar bos zich moeizaam handhaaft blijven de grenzen in de begroeiing jarenlang opvallend scherp en spreekt men van een boomgaardsavanne. Ook hindernissen zoals stroompjes en kliffen kunnen scherpe grenzen vormen.

### Planten
Langs de dichtbeboste oevers groeien orchideeën en bromelia's.

### Milieu
In 2015 was bekend dat de Coesewijne enigszins vervuild is door goudwinning in de goudmijn op de zuidelijke helling van de Goliathberg.

## Scheepvaart en exploitatie
Ondanks het grillige verloop voeren Nederlandse zeeschepen in de 17e eeuw regelmatig de rivier op om handel te drijven, wat overigens meermaals tot schipbreuk leidde.:H 163 Vers en gedroogd vlees van zeekoeien, die stroomopwaarts in veel rivieren gevangen werden, was een populair product bij de Nederlanders en de botten werden gemalen als medicijn.:H 88:H 129Het vlees was aanvankelijk voor consumptie door de kolonisten, maar vanaf 1630 nam de handel toe.:H 136 Met de inheemsen, die zelf de rivier bevoeren met kano's, werden zeekoeien geruild tegen messen, bijlen en kralen.:H 166:H 183
Van het schip St Pieter, dat in de jaren 1640 op de Coesewijne of in een zijarm verging, werd de lading elf maanden opgeslagen in hutten van inheemsen. Uiteindelijk werd werd deze met een schipper geruild tegen tweehonderd zeekoeien, een gewicht van 60 tot 90 ton.:H 228

## Naam
De uitgang -wijne, die bij meer Surinaamse rivieren voorkomt, is een Nederlandse diftongering van de aanduidingen -wini en -ini, rivier.Deze komen uit Indiaanse talen, vermoedelijk uit het Arowaks. De Arowakken bewoonden de Kustvlakte tot er een etnisch-geografische scheiding met de Cariben plaatsvond waarbij  de Arowakken naar het binnenland trokken.
De riviernaam werd ook totaal anders gespeld, bijvoorbeeld Casuin en Carsouine.:H 164:H 296 In het Sranantongo is de naam Koesoewini.

## Kaart
| Coesewijne |
| --- |
| |
| Klik op een kaart om beeldvullend te maken en te zoomen. Gemarkeerd en klikbaar zijn: ● Groningen; ten oosten daarvan ligt Paramaribo ● Uitmonding in de Coppename ● Natuurreservaat Boven-Coesewijne ● Goliathberg (bron van minstens een van de bovenlopen, de Goliathkreek) Op de kleine kaart: ● Paramaribo |